# Cephalops perspicuus
Cephalops perspicuus är en tvåvingeart som först beskrevs av Meijere 1907.  Cephalops perspicuus ingår i släktet Cephalops och familjen ögonflugor. Arten är reproducerande i Sverige. Inga underarter finns listade i Catalogue of Life.